# ساي فرايد
ساي فرايد (بالإنجليزية: Cy Fried)‏ هو لاعب كرة قاعدة أمريكي، ولد في 23 يوليو 1897 في سان أنطونيو في الولايات المتحدة، وتوفي بنفس المكان في 9 أكتوبر 1970.

## وصلات خارجية
- ساي فرايد على موقعبيزبول رفرنس.كوم (الدوري الرئيسي) (الإنجليزية)